# Você e Eu (canção)
"Você e Eu" é uma canção do cantor brasileiro Zé Felipe. A canção foi gravada e incluída em seu álbum de estreia homônimo Você e Eu, e foi lançada como terceiro single do álbum no dia 2 de setembro de 2015.

## Composição
A canção é composta por Bruno César, Eder Brandão e Cabrera.

## Videoclipe
No dia de lançamento da canção o cantor confirmou que a canção ganharia um clipe que seria lançado em breve. E no dia 26 de setembro de 2015 o cantor lançou o clipe no programa televisivo Legendários da Rede Record, no clipe, dirigido por Alex Batista, Zé Felipe interpreta um jovem apaixonado que vive um romance de brigas e reconciliações.

## Lista de faixas
| Download digital |             |         |  |
| N.º              | Título      | Duração |  |
| 1.               | "Você e Eu" | 3:16    |  |

## Desempenho nas tabelas musicais
| Tabela musical (2015)                     | Melhor posição |
| ----------------------------------------- | -------------- |
| Brasil - Billboard Brasil Hot 100 Airplay | 6              |

## Histórico de lançamento
| Região | Data                  | Formato(s)       |
| ------ | --------------------- | ---------------- |
| Brasil | 2 de setembro de 2015 | Download digital |